# 3128 Обручев
3128 Обручев (енгл. 3128 Obruchev) је астероид главног астероидног појаса чија средња удаљеност од Сунца износи 3,109 астрономских јединица (АЈ).
Апсолутна магнитуда астероида је 11,5.